# Блэкли, Джон
Джон Хе́ндерсон Блэ́кли (англ. John Henderson Blackley; род. 12 мая 1948, Уэстквортер, Шотландия) — шотландский футболист, защитник. По завершении игровой карьеры — футбольный тренер. В качестве игрока прежде всего известен выступлениями за клуб «Хиберниан», а также национальную сборную Шотландии.

## Клубная карьера
Во взрослом футболе дебютировал в 1967 году выступлениями за команду клуба «Хиберниан», в которой провёл десять сезонов, приняв участие в 263 матчах чемпионата и забил 6 голов. Большую часть времени, проведённого в составе «Хиберниана», был основным игроком защиты команды.
С 1978 по 1983 год играл в составе команд клубов «Ньюкасл Юнайтед», «Престон Норт Энд» и «Гамильтон Академикал».
Завершил профессиональную игровую карьеру в клубе «Хиберниан», в составе которого уже выступал ранее. Пришёл в команду в 1983 году, защищал её цвета до прекращения выступлений на профессиональном уровне в 1984 году.

## Выступления за сборную
В 1973 году дебютировал в официальных матчах в составе национальной сборной Шотландии. В течение карьеры в национальной команде, которая длилась 5 лет, провёл в форме главной команды страны 7 матчей.
В составе сборной был участником чемпионата мира 1974 года в ФРГ.

## Карьера тренера
Начал тренерскую карьеру, ещё продолжая играть, в 1981 году, возглавив тренерский штаб клуба «Гамильтон Академикал».
В дальнейшем возглавлял команды клубов «Хиберниан» и «Кауденбит».
Последним местом тренерской работы был клуб «Данди», который Джон Блэкли возглавлял в качестве главного тренера в 1991 году.